# Richard Tritschler
Richard E. Tritschler (St. Louis, 10 settembre 1883 – St. Louis, 15 novembre 1954) è stato un ginnasta e multiplista statunitense.

## Carriera
Tritschler partecipò ai Giochi olimpici di Saint Louis 1904 nelle gare di triathlon e ginnastica. Giunse ottantottesimo nel concorso generale individuale, ottantacinquesimo nel triathlon e ottantunesimo nel concorso a tre eventi.
Anche i suoi fratelli Edward e William presero parte all'Olimpiade di St. Louis.